# Moon Revenge/I am セーラームーン
『Moon Revenge/I am セーラームーン』（ムーン・リベンジ/アイ・アム・セーラームーン）は、劇場用アニメーション『劇場版美少女戦士セーラームーンR』の主題歌シングルである。1993年12月1日に日本コロムビアより発売。

## 概要
タイトル曲「Moon Revenge」は、劇場用アニメーション『劇場版美少女戦士セーラームーンR』のエンディング主題歌。
カップリング曲「I am セーラームーン」は、劇場用アニメーション『メイクアップ!セーラー戦士』のエンディング曲。
2曲のオリジナル・カラオケは収録されていない。

## 曲目リスト
1. Moon Revenge [4:02]
  - 歌：セーラー戦士（三石琴乃・久川綾・富沢美智恵・篠原恵美・深見梨加）
  - 作詞：冬杜花代子、作曲：小坂明子、編曲：林有三
2. I am セーラームーン [4:59]
  - 歌：セーラー戦士（三石琴乃 & 久川綾・富沢美智恵・篠原恵美・深見梨加）
  - 作詞：武内直子、作曲：永井誠、編曲：林有三

## 他のアーティストによるカバー
Moon Revenge
- 朝川ひろこ（1995年）
- 小坂明子（2013年） - 作曲者によるセルフカバー、アルバム『懐想〜linked to 40yrs〜』に収録
- ももいろクローバーZ（2015年） - Webアニメ版『美少女戦士セーラームーンCrystal』主題歌「MOON PRIDE」ももクロ版に収録。また、『劇場版 美少女先生セーラームーンEternal』主題歌「月色Chainon」（2021年）のももクロ版には、有安杏果卒業後の4人体制による「Moon Revenge -ZZ ver.-」を収録。
- 緒方恵美、勝生真沙子（2017年） - テレビアニメ版での天王はるか・海王みちる役の声優、緒方の声優活動25周年記念アルバム『アニメグ。25th』に収録、ハイレゾ配信版では緒方のソロバージョンも収録
- BiSH（2018年） - 『美少女戦士セーラームーンTHE 25TH ANNIVERSARY MEMORIAL TRIBUTE』に収録。